# 瓜雷納斯

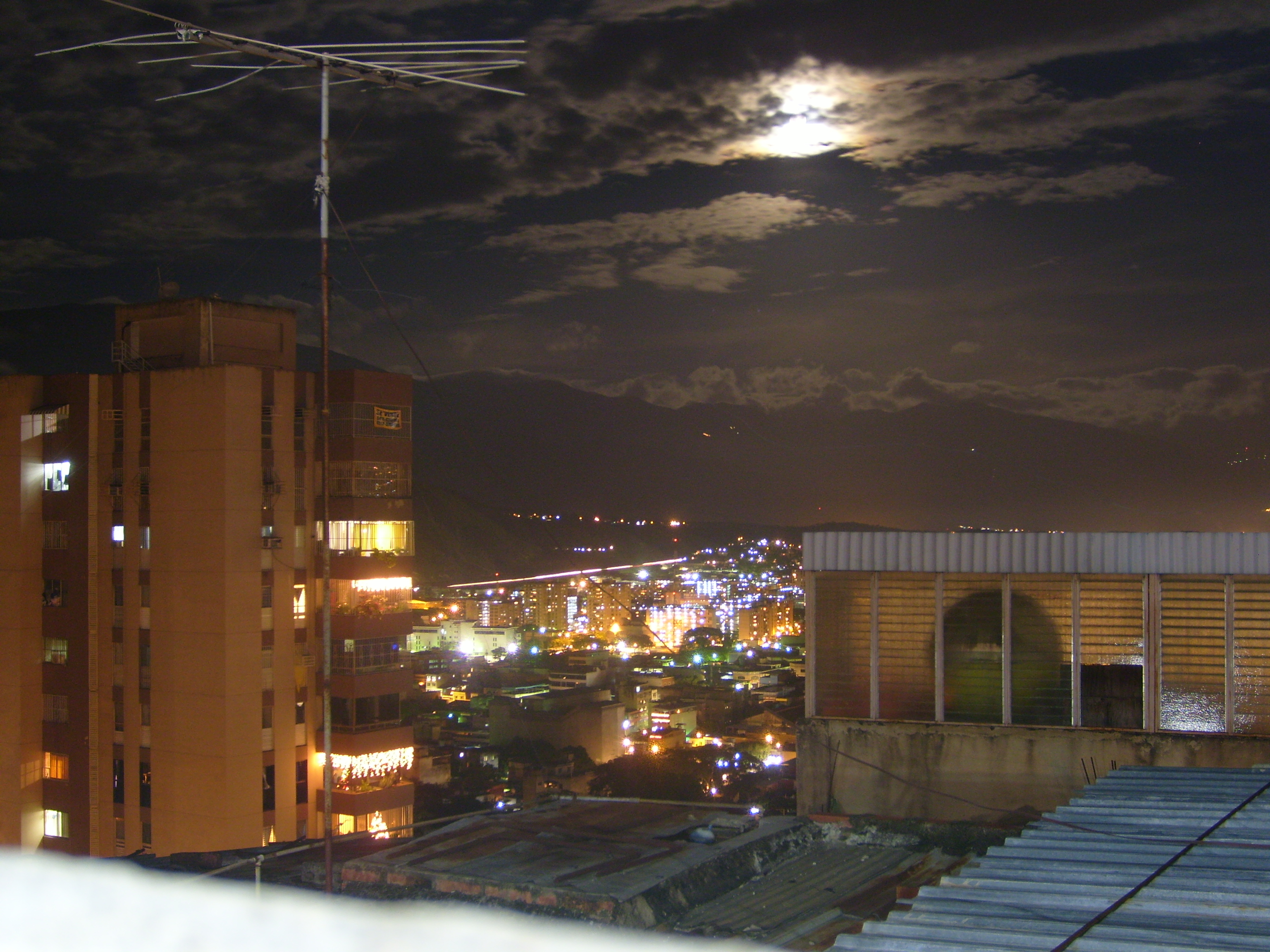

瓜雷納斯（西班牙語：Guarenas）是委內瑞拉的城市，由米蘭達州負責管轄，位於該國北部，距離瓜蒂雷5公里，始建於1621年2月14日，面積142平方公里，海拔高度374米，2006年人口185,010。

## 外部連結
- guarenasonline.com